# Corinto Miliotti
Corinto Miliotti (Prato, 22 ottobre 1904 – Prato, 12 novembre 1949) è stato un calciatore italiano, di ruolo attaccante.
Nel Prato ha vestito il ruolo di capitano. Era, inoltre, soprannominato "trenino" per la sua velocità e veniva spesso indicato come Miliotti I per distinguerlo dai fratelli minori Ubaldo (II), Alfredo (III) e Renzo (IV).

## Carriera
Con la Fortitudo Roma disputa 8 gare e mette a segno 6 gol nel campionato di Prima Divisione 1924-1925.
Con il Prato gioca 19 gare in massima serie nella stagione 1928-1929 e 22 gare nel campionato di Serie B 1929-1930.